# Stewart Laing
Stewart Laig (Blair Gowrie, ...) è uno scenografo e regista teatrale britannico.

## Biografia
Dopo gli studi alla Central School of Art and Design, ha esordito come scenografo nel 1983 con un allestimento di In the Bar of a Tokyo Hotel di Tennessee Williams al New End Theatre di Londra. Si affermato nel Regno Unito durante gli anni 1980 come scenografo per la Royal Shakespeare Company e del Citizens Theatre di Glasgow, nella natia Scozia. Nel 1997 ha esordito a Broadway come scenografo del musical Titanic, che gli è valso l'Outer Critics Circle Award e il Tony Award alle migliori scenografie.
Ha collaborato spesso con il regista Richard Jones, disegnando le scenografie, tra gli altri, per i suoi allestimenti di Tutto è bene quel che finisce bene per la Royal Shakespeare Company (1993), Peter Grimes al Teatro alla Scala (2012), La bohème alla Royal Opera House (2017) e all'Opera di Chicago (2018) e dei drammi Lo scimmione (2015), Finale di partita (2020) e Pigmalione (2023) all'Old Vic. Sempre sulle scene londinesi ha progettato le scenografie di diversi allestimenti dell'English National Opera al London Coliseum, tra cui la tetralogia de L'anello del Nibelungo. Parallelamente all'attività da scenografo, ha diretto opere liriche e di prosa al Royal Court Theatre, alla Scottish Opera, al National Theatre of Scotland (di cui è stato artista associato tra il 2018 e il 2022) e alla Malmö Opera, dove ha curato la regia del Faust, La fanciulla del West e Dead Man Walking.